# Patricia Akwashiki

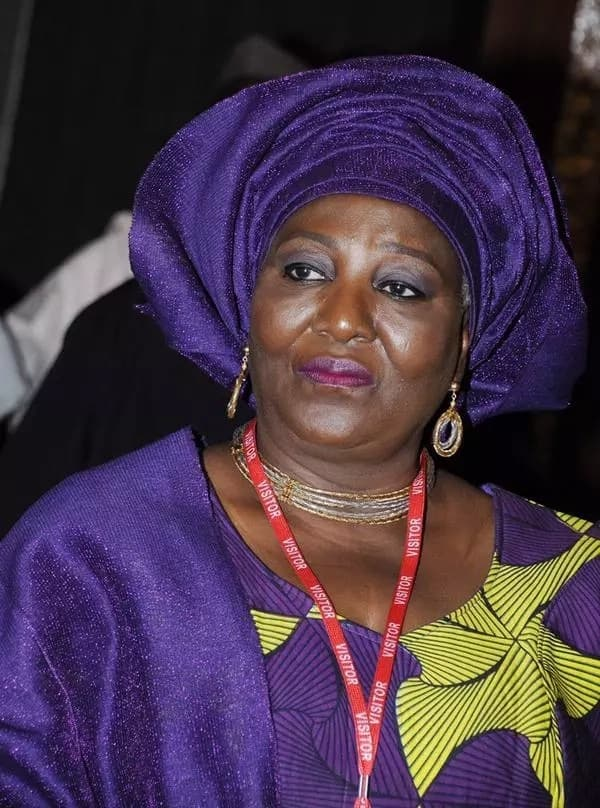
Patricia Akwashiki

Patricia Naomi Akwashiki (sinh ngày 2 tháng 11 năm 1953) là tên của một nữ chính trị gia người Nigeria. Trong cuộc bầu cử vào thượng viện năm 2007, bà trúng cử và trở thành thượng nghị sĩ đại diện cho khu vực phía Nam của bang Nasarawa vào ngày 29 tháng 5 năm 2007. Đảng chính trị của bà là đảng Dân chủ (tiếng Anh: People's Democratic Party). Vào tháng 3 năm 2015, tổng thống Nigeria Goodluck Jonathan (nhiệm kì từ năm 2010 đến năm 2015) bổ nhiệm bà là bộ trưởng bộ thông tin. (Nhiệm kì của bà từ tháng 3 năm 2015 đến tháng 5 năm 2015)

## Học vấn và sự nghiệp
Patricia Naomi Akwashiki học tại trường đại học Ahmabu Bello, bang Zaria và tốt nghiệp bằng cử nhân vào năm 1982. Sau đó bà làm vào ngân hàng làm việc và trở thành quản lí cấp cao.
Bà được bầu cử vào hạ viện khóa thứ 5 (2003 đến năm 2007) khi bà là người của đảng Dân chủ. Và bà không thể tái đắc cử lần thứ 2 nên bà chuyển sang đảng Toàn dân Nigeria (tiếng Anh: All Nigeria Peoples Party), sau đó bà vào được thượng viện. Đến tháng 1 năm 2010, bà trở lại đảng Dân chủ.
Khi trở thành thượng nghị sĩ, bà được bổ nhiệm vào ủy ban truyền thông, ngân hàng, bảo hiểm, tài chính và phụ nữ & thanh thiếu niên. Vào khoảng giữa nhiệm kì là tháng 5 năm 2009, tờ This Day đã đăng một bài báo nói rằng bà đã tài trợ cho một dự luật để sửa đổi và bổ sung cho bộ quy tắc ứng xử.